# Długoprzędka czarnogłowa
Długoprzędka czarnogłowa (Dolichothele camargorum) – gatunek pająka z infrarzędu ptaszników i rodziny ptasznikowatych. Endemiczny dla rejonu Amazonii.

## Taksonomia
Gatunek ten opisany został po raz pierwszy w 2017 roku przez Irene Soliz Revollo, Pedra Ismaela da Silvę i Rogéria Bertaniego na łamach „ZooKeys”. Jako lokalizację typową wskazano Monte Negro na terenie brazylijskiego stanu Rondônia. Epitet gatunkowy nadano na cześć lokalnych badaczy, Erneya F. Plessmanna de Camargo i Luisa Marcela Aranhi Camargo.

## Morfologia

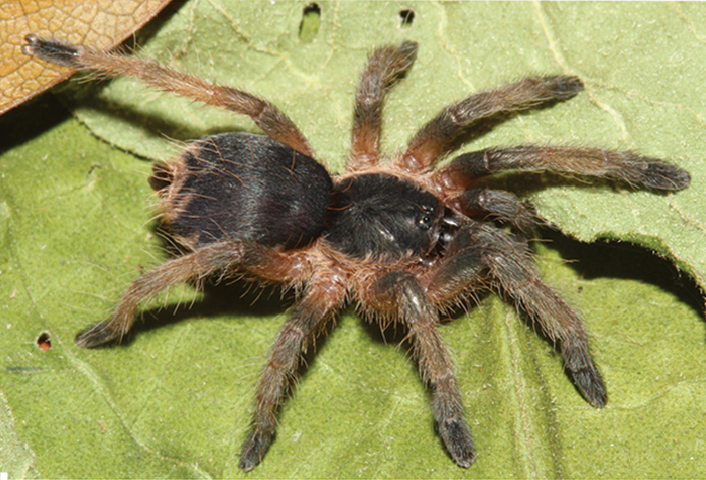
Osobnik młodociany

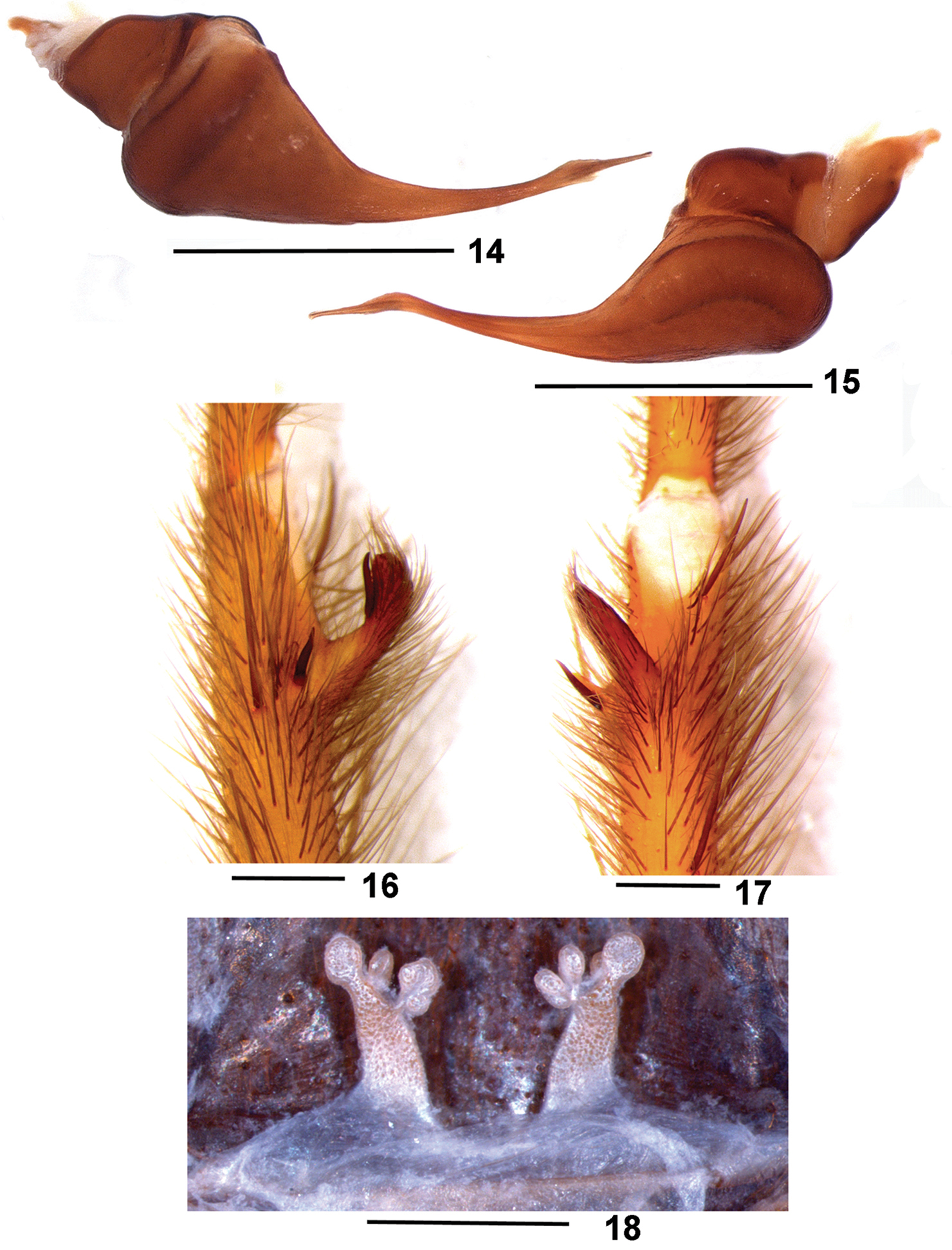
14: prawy bulbus w widoku tylno-bocznym; 15: prawy bulbus w widoku przednio-bocznym; 16: haki na lewym goleniu samca w widoku przednio-bocznym, 17: te same w widoku brzusznym; 18: spermateki

Ptasznik o ciele średnich rozmiarów, mocno obrośniętym szczecinkami. Holotypowy samiec ma prosomę długości 5,6 mm i szerokości 5,2 mm oraz opistosomę (odwłok) długości 6,8 mm i szerokości 4,9 mm, natomiast paratypowa samica ma prosomę długości 10,9 mm i szerokości 8,2 mm oraz opistosomę długości 12,2 mm i szerokości 7,6 mm.
Barwa karapaksu u osobników młodocianych i dorosłych samic jest czarna z obrzeżeniem z długich, beżowych szczecinek, u dorosłych samców natomiast brązowa z długimi, beżowymi włoskami, zwłaszcza przy brzegach. Oczy pary przednio-bocznej leżą nieco bardziej z przodu niż przednio-środkowej, a tylno-bocznej nieco bardziej z tyłu niż tylno-środkowej. Jamka karapaksu jest lekko wygięta łukowato i głęboka. Ciemnobrązowe szczękoczułki samca mają osiem odsiebnie coraz większych zębów, a czarne szczękoczułki samicy dziewięć takich zębów; ponadto u obu płci występują drobne ząbki u nasady, natomiast brak jest rastellum. Barwa wargi dolnej, szczęk i sternum jest brązowa u samicy, a jasnobrązowa u samca.
Odnóża u osobników młodocianych są z wierzchu szarawe lub brązowawe z czarnymi stopami. U dorosłych samic są one czarne z brązowymi biodrami. U dorosłych samców z kolei są z wierzchu brązowe, z ciemnobrązowym owłosieniem, z jasnobrązowymi biodrami oraz z wąskimi, białawymi obrączkami na wierzchołkach ud, rzepek, nadstopi i goleni. Kolejność par odnóży od najdłuższej do najkrótszej to: IV, I, II, III. Na stopach brak jest pazurków dolnych, a pazurki górne nie mają ząbków.
Opistosoma u osobników młodocianych jest z wierzchu brązowa z czarnymi znakami po bokach i czarnym paskiem w tyle. U dorosłych samic jest czarna z wierzchu i brązowa od spodu, a u dorosłych samców z wierzchu ciemnobrązowa z czterema znakami po bokach, a od spodu brązowa.
Genitalia samicy mają parę dość krótkich, dłuższych niż szerokich, prostokątnych spermatek z czterema płatami na szczycie. Nogogłaszczki samca cechują się gruszkowatym bulbusem z dłuższym od tegulum, krótszym niż u długoprzędki brunatnej i chudszym niż u długoprzędki boliwijskiej, u nasady gwałtownie zwężonym, a w części odsiebnej zakrzywionym embolusem z małym kilem przedwierzchołkowym. Poza tym samiec ma pierwszą parę odnóży o lekko zakrzywionym nadstopiu oraz o pośrodkowym haku (ostrodze) goleni z dłuższą gałęzią tylno-boczną, opatrzoną w połowie długości kolcem i nierozszerzoną w części odsiebnej, a gałęzią przednio-boczną krótszą od stykającego się z nią kolca.

## Ekologia i występowanie
Pająk ten zasiedla pozostałości formacji cerrado w regionie Amazonii.
Gatunek neotropikalny, południowoamerykański, znany z brazylijskiego stanu Rondônia i boliwijskiego departamentu La Paz.